# Gymnogonos obvoluta
Gymnogonos obvoluta är en nässeldjursart som först beskrevs av Paul Torben Lassenius Kramp 1933.  Gymnogonos obvoluta ingår i släktet Gymnogonos och familjen Euphysidae.
Artens utbredningsområde är Norra Ishavet. Inga underarter finns listade i Catalogue of Life.